# Куколовська
Куко́ловська (рос. Куколовская) — присілок у складі Верховазького району Вологодської області, Росія. Входить до складу Нижньо-Вазького сільського поселення.

## Населення
Населення — 230 осіб (2010; 243 у 2002).
Національний склад (станом на 2002 рік):
- росіяни — 100 %